# UFC 194
UFC 194: Aldo vs. McGregor（ユーエフシー・ワンナインティフォー：アルド・バーサス・マクレガー）は、アメリカ合衆国の総合格闘技団体「UFC」の大会の一つ。2015年12月12日、ネバダ州ラスベガスのMGMグランド・ガーデン・アリーナで開催された。

## 大会概要
本大会では、正規王者のジョゼ・アルドと暫定王者のコナー・マクレガーによるUFC世界フェザー級王座統一戦、王者のクリス・ワイドマンと挑戦者のルーク・ロックホールドによるUFC世界ミドル級タイトルマッチが組まれた。
RFA女子ストロー級王者ジョスリン・ジョーンズ＝ライバーガーがUFCデビュー。
メインイベントの勝者は『EA SPORTS UFC 2』のカバーに起用された。
ブラジルではヘジ・グローボで早朝4時半にニアライブ中継され、視聴率20%、占拠率50%を記録した。

## 試合結果

### アーリープレリム
第1試合 ウェルター級ワンマッチ 5分3R
○  コート・マッギー vs.  マルシオ・アレッシャンドリ ×
3R終了 判定3-0（30-27、29-28、29-28）
第2試合 ライト級ワンマッチ 5分3R
○  ヤンシー・メデイロス vs.  ジョン・マクデッシー ×
3R終了 判定2-1（29-28、28-29、29-28）
第3試合 ライト級ワンマッチ 5分3R
○  マゴメド・ムスタファエフ vs.  ジョー・プロクター ×
1R 1:54 TKO（前蹴り→パウンド）

### プレリミナリーカード
第4試合 ライト級ワンマッチ 5分3R
○  レオナルド・サントス vs.  ケビン・リー ×
1R 3:26 TKO（右ストレート→パウンド）
第5試合 ウェルター級ワンマッチ 5分3R
○  ワーレイ・アウヴェス vs.  コルビー・コヴィントン ×
1R 1:26 ギロチンチョーク
第6試合 女子ストロー級ワンマッチ 5分3R
○  ティーシャ・トーレス vs.  ジョスリン・ジョーンズ＝ライバーガー ×
3R終了 判定3-0（30-27、30-27、30-27）
第7試合 バンタム級ワンマッチ 5分3R
○  ユライア・フェイバー vs.  フランキー・サエンズ ×
3R終了 判定3-0（29-28、29-28、30-27）

### メインカード
第8試合 フェザー級ワンマッチ 5分3R
○  マックス・ホロウェイ vs.  ジェレミー・スティーブンス ×
3R終了 判定3-0（30-27、30-27、29-28）
第9試合 ウェルター級ワンマッチ 5分3R
○  デミアン・マイア vs.  グンナー・ネルソン ×
3R終了 判定3-0（30-26、30-25、30-25）
第10試合 ミドル級ワンマッチ 5分3R
○  ヨエル・ロメロ vs.  ホナウド・ジャカレイ ×
3R終了 判定2-1（29-27、28-29、29-28）
第11試合 UFC世界ミドル級タイトルマッチ 5分5R
○  ルーク・ロックホールド vs.  クリス・ワイドマン ×
4R 3:12 TKO（パウンド）
※ロックホールドが王座獲得に成功。
第12試合 UFC世界フェザー級王座統一戦 5分5R
○  コナー・マクレガー vs.  ジョゼ・アルド ×
1R 0:13 KO（左フック）
※マクレガーが王座獲得に成功。

### 各賞
ファイト・オブ・ザ・ナイト： ルーク・ロックホールド vs. クリス・ワイドマン
パフォーマンス・オブ・ザ・ナイト： コナー・マクレガー、レオナルド・サントス
各選手にはボーナスとして5万ドルが授与された。

### カード変更
負傷などによるカードの変更は以下の通り。
- ミシェル・ウォーターソン → ジョスリン・ジョーンズ＝ライバーガー（第6試合）